# Prepuci
El prepuci és un replec cilíndric de pell que cobreix i protegeix el gland del penis i, parcialment o totalment, el meat urinari. Format en el seu interior per múscul llis, vasos sanguinis i nervis, per una capa de pell (en la part externa i en continuïtat amb la pell del penis) i una membrana mucosa (en la part interna i que contacta amb el gland). En les dones, hi ha també el prepuci del clítoris, que cobreix la part cranial (superior) del clítoris.
A la part externa el prepuci presenta epiteli queratinitzat (prepuci extern) i a l'interior, en contacte amb el gland, és una mucosa d'epiteli menys queratinitzat (prepuci intern).
El prepuci i el gland s'uneixen mitjançant un plec mitjà anterior anomenat fre del prepuci, i a tota la seva circumferència posterior pel surc balanoprepucial.
La circumferència anterior del prepuci correspon a la vora lliure del prepuci i s'anomena orifici o anell prepucial.
Entre el gland i el prepuci existeix un espai conegut com a cavitat del prepuci. En alguns casos, per manca d'higiene, en aquest espai pot acumular-se una substància anomenada esmegma.
La llargària del prepuci varia molt segons la persona. A vegades es perllonga fins al vèrtex del gland i l'ultrapassa, aleshores es forma per davant del penis una espècie de vestíbul. Això ocorre en la majoria dels nens fins a l'etapa de la pubertat. En l'adult pot romandre aquesta disposició, o retreure's parcialment o totalment.
Quan parlem d'anatomia humana masculina, el prepuci és un plec de doble capa de teixit múscul llis, vasos sanguinis, neurones, pell i membrana mucosa que cobreix i protegeix el gland i el meat urinari quan el penis es troba flàccid.
La zona mucocutània és altament innervada i es troba prop de la punta del prepuci. Aquest és mòbil, prou elàstic i actua com una funda autolubricada.
El prepuci dels adults que cobreix el gland en estat de flacciditat sol ser retràctil. El prepuci es troba connectat al gland durant el naixement i generalment no és retràctil en la infantesa. L'edat en la qual un nen pot retraure el seu prepuci varia, però una investigació va trobar que el 95% dels homes eren capaços de retraure completament el prepuci en l'edat adulta. La incapacitat per fer-ho a la infància no ha de ser un problema, exceptuant si trobem altres símptomes.
L'OMS (Organització Mundial de la Salut) debat les funcions precises del prepuci, entre les quals poden incloure "mantenir el gland humit, la protecció del penis a l'úter femení o augmentar el plaer en les relacions sexuals pel fet de la presència de receptors nerviosos".
El prepuci pot arribar a esdevenir objecte d'una sèrie de condicions patològiques. La majoria de les condicions són estranyes, i de senzill tractament. En alguns casos, sobretot en malalties cròniques i una vegada esgotades les alternatives conservadores, el tractament és més complex i pot conduir algun tipus de cirurgia.
En alguns casos s'extirpa el prepuci en una operació anomenada circumcisió, ja sigui per motius culturals (en països com Estats Units és força freqüent), religiosos (com per exemple el cas del judaisme) o mèdics (per exemple en pacients de fimosi).

## Funcions
El prepuci té nombroses funcions:
- Funció protectora: El prepuci cobreix i protegeix el gland del penis, manté la temperatura i ph idonis, a més de conservar la superfície del gland humida, suau i sensible.
- Funció immunològica: El prepuci té glàndules productores de proteïnes antibacterianes i antivirals. A la part externa del prepuci abunden un tipus de cèl·lules de defensa anomenades cèl·lules de Langerhans. A la part interna del prepuci hi ha cèl·lules secretores d'inmunoglobulines.
- Funció de sensibilitat erògena: El prepuci és un òrgan molt sensible i en els humans és la part que compta amb la major varietat i quantitat de receptors nerviosos especialitzats. Aquestes terminacions nervioses poden detectar subtils moviments, canvis de temperatura o textures.
- Funció d'acomodació durant l'erecció: Amb l'erecció el penis augmenta considerablement de mida, en longitud i en gruix. Les dues superfícies del prepuci, la interna i l'externa, proporcionen la pell necessària per a l'acomodació de l'òrgan masculí erecte.
- Funció d'estimulació: La pell del prepuci ha de relliscar cap enrere arribant en alguns casos fins a la base del penis i cap endavant, més enllà de la punta del gland (vegeu vídeo).
- Funció sexual durant el coit: El prepuci facilita un moviment suau entre les mucoses de l'home i de la dona. El prepuci permet que el penis pugui relliscar dins l'interior de la vagina d'una manera no abrasiva, ja que compta amb un embolcall de pell autolubricat i mòbil.

El prepuci podria tenir altres funcions encara no reconegudes o esteses. Estudis recents han revelat que el prepuci posseeix glàndules especialitzades en la producció de feromones.

## Retracció del prepuci
Durant el naixement el prepuci es troba unit al gland mitjançant una capa epitelial que s'anirà dissolent lentament. Quan s'assoleixi la pubertat el prepuci s'haurà separat del gland del penis i l'infant hauria de poder retreure'l amb facilitat. L'espai que queda entre el prepuci i el gland una vegada s'han separat s'anomena espai prepucial. La impossibilitat de retreure el prepuci per a poder deixar el gland del penis fora es coneix com a fimosi, una patologia que sovint requereix de cirurgia.

## Malalties
Simmons et al. (2007) reporten que la presència del prepuci «predisposa amb freqüència a problemes mèdics, com ara la balanitis, la fimosi, malalties venèries i el càncer de penis» i, a més a més, asseguren que «pel fet que ara som capaços de tractar eficaçment les malalties relacionades amb el prepuci, algunes societats canvien cap a la conservació d'aquest».
El frenulum breu és un fre del prepuci que no és suficientment llarg per a permetre que el prepuci es retregui completament, el que porta a possibles molèsties durant l'acte sexual.
La fimosi és una condició en la qual el prepuci d'un adult no es pot retreure correctament. Aquesta malaltia pot ser tractada a través de l'estirament del prepuci, canviant hàbits masturbatoris, amb l'ús d'ungüents esteroides tòpics, prepucioplàstia o mitjançant l'opció més radical i sovint insatisfactòria de la circumcisió, que és l'extirpació del prepuci, ja sigui parcialment o totalment.
La postitis és una inflamació del prepuci.
Una afecció anomenada parafimosi pot ocórrer si un prepuci estret queda atrapat darrere el gland i s'infla com un anell restrictiu. Això pot tallar la circulació de la sang, fet que resulta en la isquèmia del gland del penis.
El liquen esclerós és una afecció inflamatòria cutània crònica que es produeix amb major freqüència en dones adultes, encara que també pot ser vist en homes adults i nens. El propionat de clobetasol tòpic i furoat de momesatona mostraren ser eficaços en el tractament del liquen esclerós genital.
La aphostia és una estranya condició en la qual el prepuci no es presenta en el naixement de l'infant.

## La pell del penis
La pell del penis és complexa i es pot dividir en tres zones distintives: pell del tronc, prepuci extern i prepuci intern. Cada un funciona d'una manera diferent per a proporcionar protecció i estimulació. Durant la circumcisió el prepuci extern i intern es retiren deixant el gland del penis sense protecció i el penis sense una part considerable del seu aparell estimulador.
En el naixement ambdós prepucis es troben fusionats. Se separen gradualment i de manera espontània durant tota la infància. Un estudi va descobrir que la meitat dels nens de deu anys encara no podia retreure completament el prepuci pel fet que el gland encara es trobava adherit a aquest. La circumcisió pot requerir la separació del prepuci i del gland, el prepuci seria arrebassat resultant en trauma i cicatrització del gland. Les cicatrius en el gland contribueixen a la sensibilitat reduïda i pèrdua de funcionalitat sexual en adults.
La importància del prepuci intern i extern durant l'erecció i les relacions sexuals ha estat subestimada pels partidaris de la circumcisió.

## El prepuci i l'evolució
En els primats el prepuci es troba en els genitals d'ambdós sexes i probablement ha estat present durant milions d'anys d'evolució. L'evolució de morfologies complexes del penis com el prepuci poden haver estat influenciades per les dones.
El prepuci podria ajudar en l'absorció de les secrecions vaginals, que contenen hormones, com ara la vasopresina, que ajuda a induir conductes de protecció i unió en el mascle.